# Академічне оцінювання в Греції
В Греції є чотири системи оцінювання (або шкали) — одна для вищої освіти, одна для середньої освіти і дві для початкової освіти (3 — 4 та 5 — 6 класи).

## Початкова школа
В 1-му і 2-му класах в грецьких початкових школах учням дають лише описовий аналіз, в яку не включені оцінки. У 3-му і 4-му класах використовуються оцінки як букви (Α-Δ), а в 5-м і 6-м класах використовуються цифри від 1-10.

### 3— 4 класи
| Оцінка | Усна оцінка | Усна оцінка грецькою |
| ------ | ----------- | -------------------- |
| Α      | Відмінно    | Άριστα               |
| Β      | Дуже добре  | Πολύ Καλά            |
| Γ      | Добре       | Καλά                 |
| Δ [a]  | Майже добре | Σχεδόν Καλά          |

### 5— 6 класи
| Оцінка | Усна оцінка | Усна оцінка грецькою |
| ------ | ----------- | -------------------- |
| 10     | Відмінно    | Άριστα               |
| 8      | Дуже добре  | Πολύ Καλά            |
| 6      | Добре       | Καλά                 |
| 4 [b]  | Майже добре | Σχεδόν Καλά          |

## Середня школа
Діапазон системи оцінювання розширюється в середній школі і коливається від 1 до 20.

### Гімназія
| Оцінка  | Усна оцінка | Усна оцінка грецькою |
| ------- | ----------- | -------------------- |
| 20      | Відмінно    | Άριστα               |
| 18 6/14 | Дуже добре  | Πολύ Καλά            |
| 15 6/14 | Добре       | Καλά                 |
| 12 6/14 | Задовільно  | Μέτρια               |
| 9 13/14 | Недостатньо | Ανεπαρκώς            |

### Ліцей
| Оцінка    | Усна оцінка | Усна оцінка грецькою |
| --------- | ----------- | -------------------- |
| 18,1 - 20 | Відмінно    | Άριστα               |
| 16,1 - 18 | Дуже добре  | Λίαν καλώς           |
| 13,1 - 16 | Добре       | Καλώς                |
| 9,5 - 13  | Майже добре | Σχεδόν καλώς         |
| 5,1 - 9,4 | Недостатньо | Ανεπαρκώς            |
| 0 - 5     | Погано      | Κακώς                |

## Вища школа
- TEI (Технологічні університети) (публічні): 4 повних роки
- Університети (публічні): 4 повних роки (окрім медичних шкіл, де 6 повних роки)
- Політехнічні — Фармацевтичні школи (публічні): 5 років
- Шкала: 0.00 — 10.00 (0 % — 100 %)
- Залік курсу (модуля): 5.00 (50 %)

Таблиця показує систему оцінювання в Греції, яка приблизно ілюструє як оцінки порівнюються зі шкалами оцінювання ECTS, освіти США та Великої Британії:
| Greece (0.00 — 10.00) | ECTS   | США (0.0 — 4.0 or 5.0) |
| --- | ------ | ---------------------- |
| Ἀριστα (Відмінно) (8.50 — 10.00) | ECTS A | B, B+,A- A, A+         |
| Λίαν Καλώς (Дуже добре) (6.5 — 8.49) | ECTS B | D+,C-,C, C+,B-         |
| Καλώς (Добре) (5.00 — 6.49) | ECTS C | D-, D                  |
| Оцінювання/нагородження не робиться у кінці 4-го та 5-го років поки усі модулі з усіх попередніх років не заліковані. Роки можуть подовжуватись. |        | F                      |
| Відрахування |        | F                      |

Для Афінського національного технічного університету (polytehnio) оцінки інші:
9-10 є «відмінно»,
7-9 є «дуже добре»,
5-7 є «добре»,
0-4.9 є «незалік».
Більшість ступенів можуть бути еквівалентними ступеня бакалавра з відзнакою BSc / BEng, оскільки всі курси тривають від 4 до 5 років і більшість з них професійно акредитовані.
Всі модулі, з усіх років, повинні бути прийняті з мінімальною оцінкою 5,00 (50 %) для того, щоб ступінь оцінювалась / нагороджувалась, і в даний час немає обмежень у відновленні іспитів.
Класифікація (ριστα, Λίαν Καλὠς, αλὠς) походить від загального заліко-зваженого середнього значення для всіх модулів, включаючи дипломні роботи (грец. diplomatiki) в університеті / політехнічній школі або курсові проекти (грец. ptichiaki) в технологічному університеті (TEI).

## Нотатки
a. ^  Оціка 'Δ' використовується для учнів з серйозною неспроможністю до навчання. Для них існують допоміжні програми.
b. ^  Оцінки '1-4' використовуються для учнів з серйозною неспроможністю до навчання. Для них існують допоміжні програми.
c. ^  відрізняється у різних закладах залежно від правил